# Brian Williams (Fernsehjournalist)

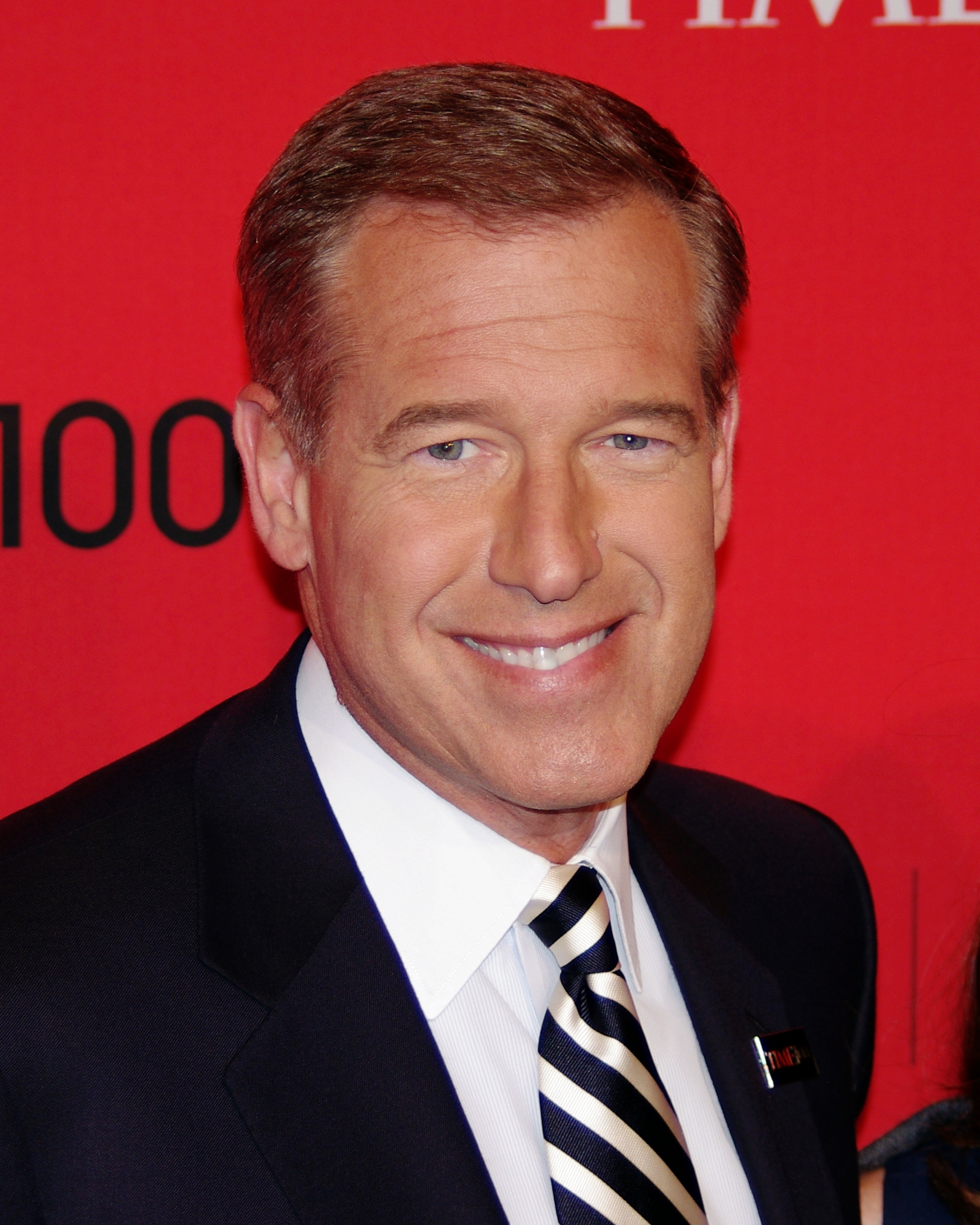
Brian Williams (2012)

Brian Douglas Williams (* 5. Mai 1959 in Elmira (New York)) ist ein amerikanischer Fernsehjournalist. Seit 2004 war er der Nachfolger von Tom Brokaw als Moderator der NBC Nightly News. Bis dahin war Williams Chefkorrespondent von NBC im Weißen Haus und moderierte The News with Brian Williams auf CNBC und MSNBC. Im Jahre 2007 zählte das Time Magazine Williams zu den 100 einflussreichsten Menschen der Welt.
2015 wurde Williams suspendiert und zum Kabelnachrichtensender MSNBC versetzt.
Für ein Praktikum in der Regierung von Jimmy Carter brach Williams sein Studium ab. Inzwischen erhielt er Ehrendoktorwürden von mehreren Universitäten.
Er lebt in New Canaan (Connecticut) mit seiner Frau Jane Stoddard Williams. Das Paar hat zwei Kinder.
Die Schauspielerin Allison Williams (* 1988) ist seine Tochter.

## Leben
Brian war das jüngste von vier Kindern in einer gutsituierten irisch-katholischen Familie. Aufgewachsen ist er in New Jersey, erst in Ridgewood, später in Middletown, wo er seinen Abschluss an einer katholischen Prep school machte. Er studierte zunächst am Brookdale Community College, dann an der privaten CUA in Washington, D.C., wo er einen Job im Weißen Haus ergatterte und dafür das Studium abbrach. Anschließend schrieb er sich an der George Washington University ein.
Sein Einstieg in die Rundfunk-Karriere war 1981 bei KOAM-TV in Pittsburg (Kansas). Im Jahr darauf kehrte er zurück nach Washington und wechselte 1985 zu WCAU (damals eine CBS-Tochter) nach Philadelphia als Korrespondent für New Jersey. Ab 1987 arbeitete Williams für WCBS in New York City. 1993 wechselte er zu NBC News.
2003 berichtete er vor Ort über den Irakkrieg.
Das Bates College verlieh ihm 2005 einen Ehrendoktor.
Von 2011 bis 2013 moderierte er eine wöchentliche Sendung aus dem Rockefeller Center.
Weil er ein Erlebnis als Reporter im Irakkrieg falsch dargestellt hatte, überprüfte NBC 2015 auch Williams’ Berichte zu anderen Ereignissen. Weil er selbst zum Nachrichtengegenstand wurde, zog sich Williams vorübergehend als Moderator zurück. NBC suspendierte ihn für sechs Monate ohne Bezüge. Zunächst blieb offen, ob Williams nach seiner Suspendierung als Moderator der Hauptnachrichtensendung zurückkehrt. Mitte Juni wurde die Entscheidung getroffen, dass Williams nicht zu den NBC-Hauptnachrichten zurückkehrt, sondern zum Schwestersender MSNBC wechseln wird und dort ab August unter anderem Breaking News moderiert.
Am 10. Dezember 2021 gab Williams seinen Abschied von NBC bzw. MSNBC bekannt.